# Jeu-Maloches
Jeu-Maloches és un municipi francès, situat al departament de l'Indre i a la regió de Centre – Vall del Loira. L'any 2007 tenia 131 habitants.

## Demografia

### Població
El 2007 la població de fet de Jeu-Maloches era de 131 persones. Hi havia 60 famílies, de les quals 20 eren unipersonals (4 homes vivint sols i 16 dones vivint soles), 24 parelles sense fills, 12 parelles amb fills i 4 famílies monoparentals amb fills.
La població ha evolucionat segons el següent gràfic:
Habitants censats

### Habitatges
El 2007 hi havia 93 habitatges, 65 eren l'habitatge principal de la família, 16 eren segones residències i 11 estaven desocupats. 90 eren cases i 2 eren apartaments. Dels 65 habitatges principals, 52 estaven ocupats pels seus propietaris, 9 estaven llogats i ocupats pels llogaters i 4 estaven cedits a títol gratuït; 5 tenien dues cambres, 9 en tenien tres, 23 en tenien quatre i 28 en tenien cinc o més. 52 habitatges disposaven pel capbaix d'una plaça de pàrquing. A 35 habitatges hi havia un automòbil i a 22 n'hi havia dos o més.

### Piràmide de població
La piràmide de població per edats i sexe el 2009 era:
| Homes | Edats   | Dones |
| ----- | ------- | ----- |
| 0     | 95 o +  | 0     |
| 0     | 90 a 94 | 0     |
| 0     | 85 a 89 | 0     |
| 0     | 80 a 84 | 0     |
| 8     | 75 a 79 | 0     |
| 20    | 70 a 74 | 4     |
| 0     | 65 a 69 | 4     |
| 12    | 60 a 64 | 8     |
| 0     | 55 a 59 | 0     |
| 0     | 50 a 54 | 4     |
| 0     | 45 a 49 | 0     |
| 12    | 40 a 44 | 4     |
| 4     | 35 a 39 | 8     |
| 0     | 30 a 34 | 0     |
| 0     | 25 a 29 | 0     |
| 4     | 20 a 24 | 0     |
| 8     | 15 a 19 | 4     |
| 0     | 10 a 14 | 12    |
| 0     | 5 a 9   | 0     |
| 0     | 0 a 4   | 0     |

## Economia
El 2007 la població en edat de treballar era de 68 persones, 46 eren actives i 22 eren inactives. De les 46 persones actives 42 estaven ocupades (24 homes i 18 dones) i 4 estaven aturades (1 home i 3 dones). De les 22 persones inactives 13 estaven jubilades, 2 estaven estudiant i 7 estaven classificades com a «altres inactius».

### Ingressos
El 2009 a Jeu-Maloches hi havia 63 unitats fiscals que integraven 127 persones, la mediana anual d'ingressos fiscals per persona era de 15.417 €.

### Activitats econòmiques
L'únic establiment que hi havia el 2007 era d'una empresa de comerç i reparació d'automòbils.
L'únic establiment comercial que hi havia el 2009 era una carnisseria.
L'any 2000 a Jeu-Maloches hi havia 13 explotacions agrícoles que ocupaven un total de 1.044 hectàrees.

## Poblacions més properes
El següent diagrama mostra les poblacions més properes.